# Frank Dikötter
Frank Dikötter (/diːˈkʌtər/) é um historiador neerlandês especializado na China moderna. Dikötter é Professor Presidente de Ciências Humanas da Universidade de Hong Kong desde 2006. Antes de vir para Hong Kong, ele foi professor de História Moderna da China na Escola de Estudos Orientais e Africanos da Universidade de Londres. 

## Trabalhos
Frank Dikötter é o autor de The People's Trilogy, três livros que documentam o impacto do comunismo na vida das pessoas comuns na China, com base em novo material de arquivo. O primeiro volume, intitulado Mao´s Great Famine, ganhou o Prêmio Samuel Johnson de 2011 (agora chamado de Prêmio Baillie Gifford) por não-ficção, o mais prestigiado prêmio de livro da Grã-Bretanha por não-ficção, em 2010. A segunda parte, A Tragédia da Libertação: Uma História da Revolução Chinesa, 1945-1957, foi selecionada para o Prêmio Orwell em 2014. A Revolução Cultural: Uma História do Povo, 1962-1976 conclui a trilogia e foi selecionada para o Prêmio PEN Hessell-Tiltman em 2017.

## Prêmios
- 2011: Prêmio Samuel Johnson pelo Mao´s Great Famine
- 2017: doutorado honorário pela Universidade de Leiden

## Lista de trabalhos
- 1992: The Discourse of Race in Modern China - Digital edition
- 1995: Sex, Culture and Modernity in China: Medical Science and the Construction of Sexual Identities in the Early Republican Period
- 1997: The Construction of Racial Identities in China and Japan
- 1998: Imperfect Conceptions: Medical Knowledge, Birth Defects and Eugenics in China
- 2002: Crime, Punishment and the Prison in Modern China
- 2003: Patient Zero: China and the Myth of the Opium Plague
- 2004: Narcotic Culture: A History of Drugs in China
- 2007: Exotic Commodities: Modern Objects and Everyday Life in China
- 2008: The Age of Openness: China Before Mao
- 2010: Mao's Great Famine: The History of China's Most Devastating Catastrophe, 1958–62
- 2013: The Tragedy of Liberation: A History of the Communist Revolution, 1945–1957
- 2016: The Cultural Revolution: A People's History, 1962–1976
- 2019: How to Be a Dictator: The Cult of Personality in the Twentieth Century